# Dziki ogień
Dziki Ogień (tytuł oryg. The Land of the Silver Apples) – drugi tom trylogii fantasy amerykańskiej pisarki Nancy Farmer. Kontynuacją powieści jest Szkoła Bardów wydana w Polsce w 2010 roku.

## Bohaterowie
- Jack – ma 13 lat, uczeń barda
- Lucy – siostra Jacka, ma siedem lat
- Matka – Alditha, matka Jacka i Lucy, wieszczka
- Ojciec – Giles Kuternoga. Ojciec Jacka i Lucy
- Bard – druid z Irlandii, zwany także Smoczym Językiem
- Pega – niewolnica, ma czternaście lat
- Brat Aiden – mnich ze świętej wyspy
- Ojciec Swein – opat z Klasztoru Świętego Filiana
- Brutus – niewolnik w Klasztorze Świętego Filiana
- Ojciec Severus – więzień elfów
- Thorgil Córka Olafa – dawniej należała do grupy berserkerów, ma trzynaście lat
- Olaf Jednobrewy – słynny wojownik i przybrany ojciec Thorgil; nie żyje
- Skakki – syn Olafa, towarzysz Thorgil
- Runa – skald
- Eryk Zapalczywy – towarzysz Thorgil
- Eryk Pięknolicy – towarzysz Thorgil
- Heinrich Potworny – siostrzeniec króla Ivara bez Kości
- Brude – przywódca Pradawnych (Piktów)
- Bugabu – przywódca hobgoblinów
- Nemezis – zastępca Bugabu
- Mamcia – matka Bugabu
- Pan i Pani Blewit – przybrani rodzice Hazel
- Partholis – królowa Krainy Elfów
- Partholon – małżonek Partholis
- Ethne – elfia dama, córka Partholis i nieznanego człowieka
- Gowrie – elfi pan
- Nimue – Pani Jeziora, wodna elfka
- Król Yffi – władca Din Guardi i Bebba's Town, półkelpie
- Księżycowy Człowiek – dawny bóg, wygnany na księżyc
- Pan Lasu – dawny Bóg, władca świata zieleni
- Żywopłot – wcielenie Pana Lasu
- Pukacze – wyglądają jak twój najgorszy koszmar
- Gnomy – duchy ziemi; lepiej z nimi nie zadzierać

## Treść
Istnieją prawa, które muszą być przestrzegane. Istnieją reguły, do których trzeba się bezwzględnie stosować. Istnieją zakazy, których łamać nie wolno. Nigdy.
Na ceremonię Dzikiego Ognia, w noc rozpoczęcia nowego roku, nie można wnosić żadnych metalowych przedmiotów. Żelazo, srebro, brąz – każdy metal służy śmierci. Ale kapryśna Lucy, mimo zakazu, ukrywa pod szatą piękny naszyjnik, podarunek od jasnowłosej wojowniczki z dalekiej Północy. W niedługim czasie szaleństwo i gniew ogarniają wioskę, a rodzina Jacka wyrusza na poszukiwanie pomocy w odległym klasztorze. Jednak cel ich wędrówki nieoczekiwanie staje się początkiem prawdziwej wyprawy. Gdy uczeń barda wywołuje niechcący trzęsienie ziemi, ze studni Świętego Filiana na wewnętrznym dziedzińcu klasztoru ucieka wodna elfka, zabierając ze sobą, prócz wody coś znacznie cenniejszego. Podążając śladami Pani Jeziora, Jack przemierza plątaninę podziemnych korytarzy, ciągnących się aż do Krainy Elfów. Pokonanie najeżonego niebezpieczeństwami labiryntu, w którym czają się lepkie pukacze, ziejące ogniem smoki czy krwiożercze kelpie nie oznacza jednak sukcesu.
Zło przybiera różne formy, przywdziewa dziwne maski i często objawia się tam, gdzie się go najmniej spodziewamy.